# Помаро (Ровиго)
Помаро је насеље у Италији у округу Ровиго, региону Венето.
Према процени из 2011. у насељу је живело 12 становника. Насеље се налази на надморској висини од 2 м.